# Unico (manga)
Unico (ユニコ?, Yuniko) è un manga creato da Osamu Tezuka.

## Media

### Manga
Il manga originale di Osamu Tezuka fu pubblicato da Sanrio dal 1976 al 1979. Il manga aveva un fine ecologico.

### Anime

#### Film pilota
Nel 1979, lo stesso anno in cui si concluse il manga, fu realizzato un film pilota su Unico a cui sarebbe dovuta seguire una serie anime. In questo cortometraggio, Unico deve salvare la vita alla piccola umana Chiko, ammalatasi a causa dell'inquinamento di una vicina fabbrica.

#### Unico il piccolo unicorno
Sul personaggio di Unico furono realizzati altri due film, entrambi prodotti dalla Sanrio e dalla Tezuka Productions con le animazioni dello studio Madhouse.
Il primo film, intitolato Unico, fu distribuito in Giappone il 14 marzo 1981. Il lungometraggio narra delle avventure di Unico e della sua amicizia con Beezel, il piccolo diavolo della solitudine e Katy, una piccola gatta che desidera diventare un'umana. Il film venne doppiato in italiano e trasmesso su Rai 1 il 6 gennaio 1986 con il titolo Unico il piccolo unicorno: tuttavia l'edizione italiana era stata pesantemente accorciata a soli 60 minuti. Nel 2022, la Sanver Production LTD ritrasmette il film in Italia e nel mercato europeo in versione integrale e con un nuovo doppiaggio italiano, dal titolo: Le fantastiche avventure di Unico.
Il secondo film fu proiettato il 16 luglio 1983. In questo film Unico conosce Cherry e suo fratello che lavorano per il malvagio Kuruku. L'obiettivo del piccolo unicorno sarà quello di sconfiggere il folle Kuruku. Inedito in Italia fino al 2022, esce per la prima volta doppiato dalla Sanver Production Ltd. col titolo Unico nell'isola della magia.

#### Saving Our Fragile Earth
Unico fece un'ulteriore apparizione nel corto Saving Our Fragile Earth, uscito nel 2000 per il Tezuka Osamu World del Tezuka Osamu Animation Theater di Kyoto. I protagonisti del corto sono Unico e Tsubasa, un ragazzo albero.

## Altre apparizioni
Unico fa brevi apparizioni nel manga Astro Boy e nell'anime Black Jack. È inoltre presente nel videogioco Astro Boy: Omega Factor.